# Kenpō
Il kenpō (拳法? pron. [ke̞mpo̞ː]), noto in occidente anche con la traslitterazione kempō, è un'arte marziale giapponese di origine cinese.
Kenpō è un vocabolo sino-giapponese (analogo al cinese quanfa) che significa "pugilato" tradizionale, in senso generico. Il termine è stato adottato in Giappone in epoca moderna e indica un gruppo di metodi ispirati agli stili cinesi sviluppatisi soprattutto a partire dall'era Ming.

## Origini
Il kenpō è un'arte marziale di combattimento senz'armi probabilmente praticata dal VII secolo dai monaci buddisti di Shaolin, che divenne prima il jaodishu, poi il kaiko (sotto l'influenza mongola) e infine kenyu (arte del pugno o legge del pugno) per le sue tecniche di pugno; il kenpō viene anche chiamato hakuda, shuhaku e ch'uan-fat o ken-fat in cinese.
Vi sono due teorie riguardo all'origine del kenpō: la prima lo vede come un'arte marziale giapponese nata nel 1932 per opera del maestro M. Sawayama; la seconda ritiene le sue origini più antiche e lo considera un'arte marziale cinese praticata già nel VII secolo a.C., poi introdotta ad Okinawa intorno al 1600.
Durante la dinastia T'ang, periodo d'oro della storia cinese, quasi tutte le potenze confinanti avevano stretti rapporti economico-culturali con la Cina: si presume, quindi, che una forma di kenpō sia passata dal continente asiatico alle isole Ryūkyū e qui abbia avuto sviluppi diversificati. Sembra che il kenpō sia entrato in Giappone grazie un monaco per diffondere il buddismo, oppure per mezzo di studenti giapponesi a Pechino.
Tra il V secolo d.C. e il VI secolo d.C. questo monaco buddista indiano di nome Bodhidharma, conosciuto in Giappone come Daruma Taishi, giunse in Cina, dove visse a lungo in un tempio: lo Shaolinsi, considerato l'epicentro del kenpō e dal quale questo si diffuse poi in tutta la Cina. Il monaco mise a punto un metodo di lotta che prese il nome di Shaolinquan e fu tramandata di padre in figlio. Nel 1406 le isole Ryu Kyu furono unite in un unico reame e le armi furono confiscate per paura di eventuali ribellioni; nel XVII secolo il divieto delle armi venne rinnovato in seguito allo sviluppo di un metodo di difesa personale a mani nude, il kenpō cinese o via del pugno.
Le tecniche di kenpō influenzarono profondamente quelle dell'Okinawa-te (il futuro karate, verso la fine del XIX secolo); dal kenpō deriverebbero il Po-kua e l'Hising-i.
Fra le tecniche del kenpō rientrano calci, pugni, proiezioni, lussazioni, leve articolari e combattimento corpo a corpo, sia in piedi sia a terra.

## Varianti

### American Kenpo
Il Kenpo Karate americano ( / ˈ k ɛ n p oʊ / ) (noto anche come Kenpo Karate di Ed Parker, Kenpo americano ) è un sistema di combattimento di autodifesa di arti marziali sincretiche fondato e codificato da Ed Parker e sintetizzato principalmente dalle arti marziali giapponesi come il karate, kenpo e judo.  In qualità di Gran Maestro Senior, Parker non nominò un successore della sua arte ma affidò invece ai suoi studenti più anziani di continuare i suoi insegnamenti a modo loro.
La storia moderna di fatto del Kenpo americano iniziò nel 1933 con Thomas Miyashiro (1915-1977), che iniziò apertamente a insegnare Kenpo Karate nel 1933 alle Hawaii. Mizuho Mutsu e Kamesuke Higashiona, entrambi studenti di Choki Motobu , si unirono a lui. Hanno girato le Hawaii dando dimostrazioni pubbliche di Kenpo Karate a sostegno del primo Kenpo Karate Dojo pubblico alle Hawaii. Sono apparsi su numerosi giornali locali e il Kenpo Karate è diventato molto popolare alle Hawaii. Questi sensei portarono anche i libri scritti da Mizuho Mutsu e Choki Motobu alle Hawaii, che a quel tempo erano i libri più dettagliati sul Kenpo Karate.
Mentre insegnavano pubblicamente il Kenpo Karate, il Chee Kong Tong di Maui insegnava il cantonese Ken Fat dagli anni '20 agli immigrati cantonesi. Il padre di Willam Chow, Sun Chow Hoon, immigrò da Canton e addestrò Ken Fat presso il quartier generale di Tong quando arrivò per la prima volta a Maui. Insegnò anche al figlio maggiore William Chow. William Chow divenne un garante dei Tong. Il suo soprannome, "il Fulmine", deriva da una punizione comune per quei membri che infrangono i voti delle Tenaglie (morte per Cinque Fulmini). Coloro che impongono la giustizia dei Tong sui membri che violano i loro voti sono spesso soprannominati Fulmine.
William Chow studiò diverse arti marziali alle Hawaii, incluso Danzan Ryu Jujutsu, osservando le lezioni del suo fratellino John Chow e allenandosi con lui, spesso usando la sua conoscenza di Ken Fat per congegnare contrasti alle tecniche di Jujutsu.   Chow alla fine sviluppò il suo stile unico di Kenpo Karate che fondeva la sua formazione nelle arti marziali cinesi con i metodi più mirati di Ryukyuan Kenpo Karate resi popolari alle Hawaii. Si basava su un movimento lineare e circolare e enfatizzava le tecniche pratiche di combattimento progettate per sovraperformare le varie arti marziali nel crogiolo delle Hawaii. William Chow chiamò il suo stile con molti nomi diversi nel corso degli anni in cui insegnò, ma la maggior parte si riferisce al suo metodo come Kenpo Karate. Chow ha sperimentato e modificato la sua arte, adattandola alle esigenze degli studenti americani. 
Il Kenpo americano enfatizza le tecniche veloci per disabilitare un aggressore in pochi secondi. I calci sono meno comuni e sono solitamente diretti alla parte inferiore del corpo perché i calci alti sono più lenti da eseguire e potenzialmente compromettono l'equilibrio del praticante; i calci più alti vengono insegnati ai praticanti più avanzati e capaci. Il Kenpo americano contiene una vasta gamma di calci, pugni, colpi a mano aperta, con gomito e ginocchio, colpi con le dita, alcune tecniche di lancio e bloccaggio delle articolazioni e allenamento con mazza e coltello. La montagna di movimento e i principi sono disponibili, ma dopo aver appreso le basi, gli studenti si specializzano in qualunque area si adatti alle loro esigenze e desideri. Un soldato può enfatizzare le tecniche con il coltello, un ufficiale di polizia può enfatizzare le tecniche di serrature e bastoni e un civile interessato alla competizione può enfatizzare le opzioni meno letali. Allo stesso tempo, alcuni si specializzano negli aspetti più letali del sistema. 
Fisicamente, il Kenpo americano sviluppa consapevolezza ambientale, stabilità strutturale, equilibrio, coordinazione, flusso, velocità, potenza e tempismo in quest'ordine man mano che lo studente avanza attraverso un curriculum passo dopo passo. La memorizzazione del sistema è facoltativa per acquisire competenze funzionali ed è rivolta principalmente agli studenti che desiderano diventare istruttori. A tutti gli studenti americani di Kenpo viene insegnato come eseguire ogni movimento di base del sistema e quando e perché eseguire ogni movimento di base. Il Gran Maestro Senior Ed Parker ha enfatizzato concetti e principi sulle sequenze di movimento. Non voleva che i suoi studenti lo imitassero ma piuttosto che adattassero il suo sistema Kenpo americano alle loro circostanze e necessità. Pertanto il Kenpo americano non è un'arte tradizionale ma una scienza del combattimento progettata per evolversi man mano che la comprensione dei praticanti migliora. Ciò ha inoltre posto l’onere dell’efficacia sul singolo professionista. Spettava a loro rendere efficaci le loro applicazioni del Kenpo americano applicando correttamente i concetti e i principi alle tecniche della fase ideale dell'istruttore.

### Nippon Kenpo
Il Nippon Kempo (日本拳法) è un'arte marziale giapponese , praticata indossando indumenti protettivi (viso, corpo, inguine, ecc.) e guanti e consente il pieno utilizzo di colpi in piedi, lanci e combattimenti a terra.
Le origini del Nippon Kempo e la sua ideazione da parte di Muneomi Sawayama (vero nome Katsu Sawayama) non sono state accuratamente specificate nelle ricerche e/o negli scritti di Sawayama. Tuttavia, esistono varie fonti esterne che specificano lo sviluppo del Nippon Kempo da parte di Sawayama.
Sawayama era originariamente interessato alle tecniche "atemi" e quando era studente all'Università del Kansai nel primo periodo Showa , fece ricerche sul jujutsu vecchio stile (prima della fondazione del Kodokan Judo da parte di Kanō Jigorō), ma non fu impressionato dai risultati .
Pertanto, Sawayama ha invitato Kenwa Mabuni (fondatore di Shito-ryu) e il suo amico Chojun Miyagi (fondatore di Goju-ryu), che si era trasferito da Okinawa a Osaka e aveva iniziato a insegnare karate (attualmente karate), all'Università del Kansai presso il gruppo di studio del karate stabilito il 15 giugno 1930.
Più tardi, quando l'apprendista di Sawayama Ryonosuke Mori chiese a Yasuhiro Konishi, che aveva uno stretto rapporto sia con Mabuni che con Miyagi, di vari maestri di arti marziali, Konishi aveva risposto che Sawayama aveva studiato con Mabuni ma non aveva nulla a che fare con Miyagi.
A differenza di Mabuni, che si era trasferito a Osaka, Sawayama non aveva molto tempo per studiare con Cho Miyagi, che viveva ancora a Okinawa e visitava il Kansai solo temporaneamente. Tuttavia, in "Panoramica del Karate Do" scritto da Chojun Miyagi nel 1934, il nome "Katsu Sawayama" è specificato come una "persona coinvolta nell'insegnamento del karate" che è attiva al di fuori della Prefettura di Okinawa.
Sebbene abbia iniziato a imparare il karate, la maggior parte delle lezioni erano Kata e Sawayama, che era interessato a discussioni libere, perse gradualmente interesse per il karate. Pertanto, Sawayama iniziò le lezioni di kumite nei recinti del Santuario Tarumi a Suita , nella prefettura di Osaka , dove poteva incontrarsi liberamente con i suoi compagni studenti. Il Santuario Tarumi sarebbe servito come luogo di nascita del Nippon Kempo.
Poi, nel 1932, dopo essersi laureato alla Facoltà di Giurisprudenza dell'Università del Kansai, nell'autunno dello stesso anno, lanciò ufficialmente un'arte marziale diversa dal Karate, che chiamò "Dainippon Kempo" .
Tuttavia, a quel tempo, Mabuni si definiva anche un'organizzazione con un nome simile, "dai nipponkenpō Kansai sora shujutsu kenkyūkai", prima di ribattezzarla in Shito-ryu . Quanto questa sia una coincidenza o intenzionale non è chiaro. In "Panoramica del Karate-do" di Chojun Miyagi, Sawayama è ancora descritto come insegnante del leader del Karate e praticante con il Karate Gi. Poi, nel 1934, Sawayama iniziò a praticare con armature/equipaggiamento protettivo attualmente associato al Nippon Kempo.
Sawayama ha tenuto la Nippon Kempo Association con sede nella sua alma mater, l'Università del Kansai a Suita City, e fin dall'inizio l'arte ha iniziato a diffondersi tra le associazioni atletiche universitarie. Ryonosuke Mori, un discepolo incaricato di portare avanti l'arte nella regione di Kanto , fu temporaneamente espulso subito dopo essersi trasferito a Tokyo intorno al 1958.
Dopo essere stata costituita, l'Associazione Nippon Kempo di Mori ha avviato attività di diffusione nell'area di Kanto. Successivamente, l'associazione è stata scissa ed è nata una federazione. Nell'area di Kanto, il primo club Nippon Kempo in un'università del Giappone orientale è stato fondato presso l'Università Rissho e da allora si è gradualmente ampliato.
Il Nippon Kempo è stata una delle prime arti marziali moderne a stabilire la forma del combattimento libero e ad essere praticata con equipaggiamento protettivo. Una partita di Nippon Kempo non è indicata come Kumite, ma "bōgu renshū" (防具練習, ing. Armor Practice , usato da Kenpo-kai.) Sora ran è usato per attacchi di semi-contatto e sō ran è usato per il tipo di shadowboxing pratica.
Per quanto riguarda la decisione di vittoria o sconfitta nel gioco, il Kenpokai adotta una partita a tre partite come il Kendo. L'associazione Kempo adotta un sistema a punti.
Il Nippon Kempo pone un'uguale enfasi sulle tecniche di impatto usando mani e piedi, immobilizzazione e controlli, proiezioni e abbattimenti . Il Nippon Kempo è un'arte difensiva che non limita gli studenti nella metodologia.
Da un punto di vista tecnico, il Nippon Kempo è un sistema di arti marziali basato su tecniche di colpi e calci (atemi -waza), parate (uke-waza), proiezioni (nage-waza), leve articolari inverse (kansetsu-gyakutori- waza) e combattimento a terra ( ne-waza ). Utilizza tecniche derivate da altre arti tra cui judo , jujutsu e karate .
I praticanti combattono e praticano queste tecniche con indumenti protettivi, poiché l'arte è a pieno contatto e quindi vengono utilizzati men (casco), do (corazza), kurobu (guanti) e mata ate (protettore dell'inguine). È consentito afferrare un colpo o bloccare un'articolazione, così come le ginocchia e i gomiti al corpo o al viso segnano punti. Come "caccia alle teste", la pratica di cercare di segnare rapidamente con un pugno alla testa è comune, i praticanti mirano a imparare e sviluppare i movimenti della testa e del corpo per evitare, deviare o contrastare molte combinazioni di pugni e calci.

### Okinawan Kenpo
Alcuni gruppi di arti marziali di Okinawa usano il termine kenpō come nome alternativo per i loro sistemi di karate o per un'arte distinta ma correlata all'interno della loro associazione. Ciò può essere illustrato dal nome completo ufficiale dello stile Motobu-ryu denominato "Nihon Denryu Heiho Motobu Kenpo" ("La tattica tradizionale giapponese Motobu Kenpo") e dalla Federazione Internazionale Shorin-ryu Karate Kobudo, dove Shōrin - ryū è l'effettivo stile di karate praticato, mentre "hakutsuru kenpo" o "hakutsuru kenpo karate" è uno stile correlato ma distintivo anch'esso insegnato dall'associazione. Entrambe le romanizzazioni "n" e "m" sono utilizzate da vari gruppi.

Ogni kenpo come sopra definito ha le proprie tecniche e kata e le proprie radici anche se porta il nome kenpo; una cosa a cui dovresti prestare attenzione è l'uniforme che indossa ogni praticante di kenpo; tipicamente, i praticanti americani del Kenpo indossano un'uniforme nera e il kenpo di Okinawa indossa, tipicamente, uniformi bianche. Oltre all'uniforme che ciascuno indossa, ci sono i nomi delle tecniche e dei kata, kenpo americano in inglese e kenpo di Okinawa in giapponese.

Okinawa Kempo si riferisce ad un'arte marziale originaria di Okinawa e governata dalla International Okinawan Kempo Federation. È uno stile distinto di karate , con posizioni meno ampie del Tae Kwon Do. Lo sparring viene svolto in particolare senza equipaggiamento protettivo, a causa della grande enfasi sul controllo.